# Antonia de Alarcón
Antonia de Alarcón fue una poetisa española del siglo XVII (Barroco).

## Biografía
Fuera de su nacimiento en la ciudad de Madrid, se conservan pocos datos de su vida, y solo en el marco de su obra.
La primera composición poética conservada data de 1611 y consiste en una elegía llorando la muerte de la reina Margarita de Austria que le valió un segundo premio otorgado por un tribunal que la desconocía por completo y palabras de admiración de Baltasar de Céspedes.
En 1621 obtuvo un primer premio por voto unánime por una elegía por la muerte de Felipe III de España y en 1622 fue incluida por Lope de Vega entre las más prestigiosas escritoras del momento. Ese mismo año su Glosa en honor de San Isidro figuraba en las publicaciones en honor del santo al lado de la escrita por Pedro Calderón de la Barca y obtenía un nuevo premio literario.

## Obra
Escribió:
- Décimas a la muerte de la Reyna nuestra Señora (Margarita de Austria)
- Glosa a san Ignacio, que figura en la relación de las fiestas de su canonización
- Glosa en honor de san Isidro
- Glosa a la muerte de Felipe III
- etc.